# جورج بالش نيفين
جورج بالش نيفين (بالإنجليزية: George Balch Nevin) هو ملحن أمريكي، ولد في 15 مارس 1859، وتوفي في 17 أبريل 1933.

## وصلات خارجية
- جورج بالش نيفين على موقع ميوزك برينز (الإنجليزية)